# Lingayen
Lingayen là một đô thị hạng 1 ở tỉnh Pangasinan trên đảo Luzon ở Philippines. Đây là tỉnh lỵ tỉnh Pangasinan. Theo điều tra dân số năm 2007, đô thị này có dân số 95.773 người trong 16.467 hộ.

## Khí hậu
| Dữ liệu khí hậu của Lingayen, Pangasinan | Dữ liệu khí hậu của Lingayen, Pangasinan | Dữ liệu khí hậu của Lingayen, Pangasinan | Dữ liệu khí hậu của Lingayen, Pangasinan | Dữ liệu khí hậu của Lingayen, Pangasinan | Dữ liệu khí hậu của Lingayen, Pangasinan | Dữ liệu khí hậu của Lingayen, Pangasinan | Dữ liệu khí hậu của Lingayen, Pangasinan | Dữ liệu khí hậu của Lingayen, Pangasinan | Dữ liệu khí hậu của Lingayen, Pangasinan | Dữ liệu khí hậu của Lingayen, Pangasinan | Dữ liệu khí hậu của Lingayen, Pangasinan | Dữ liệu khí hậu của Lingayen, Pangasinan | Dữ liệu khí hậu của Lingayen, Pangasinan |
| Tháng                                    | 1                                        | 2                                        | 3                                        | 4                                        | 5                                        | 6                                        | 7                                        | 8                                        | 9                                        | 10                                       | 11                                       | 12                                       | Năm                                      |
| ---------------------------------------- | ---------------------------------------- | ---------------------------------------- | ---------------------------------------- | ---------------------------------------- | ---------------------------------------- | ---------------------------------------- | ---------------------------------------- | ---------------------------------------- | ---------------------------------------- | ---------------------------------------- | ---------------------------------------- | ---------------------------------------- | ---------------------------------------- |
| Trung bình ngày tối đa °C (°F)           | 31 (88)                                  | 31 (88)                                  | 33 (91)                                  | 34 (93)                                  | 34 (93)                                  | 33 (91)                                  | 32 (90)                                  | 31 (88)                                  | 31 (88)                                  | 32 (90)                                  | 31 (88)                                  | 31 (88)                                  | 32 (90)                                  |
| Tối thiểu trung bình ngày °C (°F)        | 21 (70)                                  | 21 (70)                                  | 23 (73)                                  | 25 (77)                                  | 25 (77)                                  | 25 (77)                                  | 25 (77)                                  | 24 (75)                                  | 24 (75)                                  | 24 (75)                                  | 23 (73)                                  | 22 (72)                                  | 24 (74)                                  |
| Lượng mưa trung bình mm (inches)         | 4.3 (0.17)                               | 19.1 (0.75)                              | 27.3 (1.07)                              | 45.2 (1.78)                              | 153.3 (6.04)                             | 271.3 (10.68)                            | 411.1 (16.19)                            | 532.0 (20.94)                            | 364.4 (14.35)                            | 182.5 (7.19)                             | 56.3 (2.22)                              | 24.4 (0.96)                              | 2.091,2 (82.34)                          |
| Số ngày mưa trung bình                   | 3                                        | 2                                        | 3                                        | 5                                        | 14                                       | 17                                       | 22                                       | 23                                       | 21                                       | 13                                       | 7                                        | 4                                        | 134                                      |
| Nguồn: World Weather Online              |                                          |                                          |                                          |                                          |                                          |                                          |                                          |                                          |                                          |                                          |                                          |                                          |                                          |

## Barangay
Lingayen được chia thành 32 barangay.
| - Aliwekwek - Baay - Balangobong - Balococ - Bantayan - Basing - Capandanan - Domalandan Trung - Domalandan Đông - Domalandan Tây - Dorongan | - Dulag - Estanza - Lasip - Libsong Đông - Libsong Tây - Malawa - Malimpuec - Maniboc - Matalava - Naguelguel - Namolan | - Pangapisan North - Pangapisan Sur - Poblacion - Quibaol - Rosario - Sabangan - Talogtog - Tonton - Tumbar - Wawa |